# Herman den Blijker
Herman den Blijker (Rotterdam, 21 oktober 1958) is een Nederlandse chef-kok. Naast het runnen van zijn restaurants presenteert hij diverse televisieprogramma's zoals Herrie in de keuken! en Herman zoekt chef voor RTL 4. In 2019 werd bekend dat Den Blijker de overstap zou maken naar Talpa Network. Ook publiceerde hij in juni 2006 zijn eerste kookboek, genaamd Herrie in de keuken!.

## Carrière

### Culinair
Toen Den Blijker 19 jaar oud was vertrok hij naar Frankrijk, waar hij drie jaar lang cursussen volgde en de basis van het koken leerde. In 1989 ontmoette hij zijn latere zakenpartner David Crouwel bij een wijnproeverij. In die tijd leidde Den Blijker een vrij onregelmatig leven, waarin hij in meerdere keukens voor korte tijd actief was. In 1992 trachtte hij samen met een compagnon tevergeefs zijn eerste eigen zaak in Scheveningen op te zetten.

#### Michelinster
Succes op culinair gebied begon in 1993, toen hij in Dordrecht met Crouwel aan de praat raakte over een op te richten eigen zaak. Na enige ontmoetingen wist Crouwel Den Blijker over te halen om de plannen te concretiseren. In juli 1993 openden ze hun eerste restaurant. Het heette De Engel en was gevestigd aan de Eendrachtsweg in Rotterdam. In het begin had het duo de grootste moeite de zaak draaiende te houden en dreigde er zelfs een faillissement. Uiteindelijk ontving het etablissement in 1997 een Michelinster die in 2002 weer werd ingetrokken.

#### Restaurants
Den Blijker is met zakenpartner David Crouwel oprichter en eigenaar van de restaurants De Engel (1993), De Jachtclub Hillegersberg, Zeezout, Rosso, Las Palmas (2007), Hofstede Meerzigt (2007) en Herrie (2006). De restaurants Foody's en Groot Paardenburg werden in 2007 verkocht en ook Zeezout werd verkocht. Crouwel verklaarde dat "slechts een aantal restaurants" eigendom zal blijven van het duo. Ze willen zich meer gaan bezighouden met tv-activiteiten.
Op een gegeven moment was Den Blijker alleen nog betrokken bij Las Palmas. In 2018 verkocht Den Blijker aan de Eindhovense ondernemer en chef Eveline Wu. In september van hetzelfde jaar werd bekend dat Den Blijker het pand van sterrenchef François Geurds over zou nemen. Samen met Nick de Kousemaeker, waarmee Den Blijker werkte bij Las Palmas, begon Den Blijker een nieuw restaurant: Goud.

#### Palazzo
In het najaar van 2009 werd Den Blijker verantwoordelijk voor het culinaire gedeelte van dinnershow Palazzo. Per eind oktober 2009 bereidde hij 5 maanden lang de gerechten in het Palazzo theater, een concept waarin komedie, illusie, zang, dans en acrobatiek, gecombineerd werden met Den Blijkers gerechten. Den Blijker loste in het 6e seizoen collega kok Ron Blaauw af die gedurende de eerste vijf edities de leiding had over de keuken.
Ook in 2010 had Den Blijker de leiding over de keuken van Palazzo. In april 2011 werd hij opgevolgd door chef Robert Kranenborg.

### Televisie
Voor RTL heeft Den Blijker vanaf 2005 een reeks aan culinair-gerelateerde programma's gemaakt. Veelal in samenwerking met Willem Reimers en andere terugkerende zakenrelaties van Den Blijker.
- De Engel & Het Paard
- Herman zoekt chef (2005–2006)
- Herman's Helden (2005–2006)
- Herman Helpt (2006, 2008)
- Kerst zonder Herrie (2006, 2010)
- Herrie in het Hotel (2007, 2010–2011)
- Mijn Tent is Top (2007–2009)
- Herrie aan de Horizon (2008–2009)
- Herman Special: Koken met Kerst (2009)
- Herrie Gezocht (2009, 2011)
- Herrie Met Sterren (2009)
- Enkele reis paradijs (2010)
- Herrie in de keuken! (2010–2011, 2013)
- Herrie in je huiskamer (2010)
- Hermans Kookeiland (2010)
- Herman zoekt kerststerren (2011)
- Herman's Passie voor eten (2011–2013)
- Herman's restaurant school (2011)
- Herrie XXL (2011)
- Herman gaat ver (2012, 2014)
- The Taste (2013)
- Grillmasters (2015–2016)
- Herman & Martijn Op de Proef Gesteld (2015–2016)
- Herrie in Hotel Spaander (2015)[5]
- Herrie op De Bosbaan (2016)
- Herrie in De Druiventros (2017)
- Herman tegen de rest (2019)
- Herman's Pop-up Restaurant (2019)
- Zelfbouwers Rotterdam (2019)

Sinds 1 januari 2020 staat Den Blijker onder contract bij Talpa Network. Voor deze multimediaorganisatie maakt hij nieuwe programma's voor de televisiezenders van de organisatie, voornamelijk op SBS6.
- Herman Helpt Een Handje (2020)
- Crisis In De Tent (2020–2021)[6]
- De Kookklunzen (2021-2022)

In september 2021 deed Den Blijker mee aan het televisieprogramma Het Jachtseizoen van StukTV op SBS6, waarin hij samen met Bram Krikke een duo vormde. Ze werden gepakt na 3 uur en 5 minuten.
In 2023 was Den Blijker een van de deelnemers aan De Verraders. Datzelfde jaar was hij tevens eenmalig als jurylid te zien in het televisieprogramma De Bondgenoten. In 2024 deed hij samen met Heleen van Royen mee aan Code van Coppens: De wraak van de Belgen.

### Boeken
Door de jaren heen heeft Den Blijker, in samenwerking met Jaap van Rijn, een aantal boeken uitgebracht. De boeken hebben als doel om de hobbykok de juiste keuzen te leren maken, zowel in de winkel als achter het fornuis. Den Blijker werkt graag met dagverse seizoensproducten en daarbij hoort het gebruik van goede producten om een gerecht te laten slagen. Ook dat komt in de boeken aan bod.
De boeken van Den Blijker en Van Rijn:
- Herman: Kijken, voelen, ruiken, proeven, koken en eten (2007)
- Herman dichtbij, en soms verweg (2008)
- Herrie in de keuken (2010)
- Peen & ui (2010)
- Altijd Trek (2011)
- Vlees! (2014)
- Herman over bonen (2015)

### Film
Voor de film Ratatouille uit 2007 sprak Den Blijker meerdere stemmen in waaronder die van de gezondheidsinspecteur. In 2022 speelde Den Blijker een gastrol in de Videoland-film De Kleine Grote Sinterklaasfilm.

## Privé
Den Blijker is getrouwd en sinds 11 juli 2008 vader van een zoon.

## Trivia
- Den Blijker komt als Herman den Blikvoer voor in een Donald Duck uit 2014.
  - Datzelfde nummer onthult op de abonneepagina dat Herman sinds 2007 de Donald Duck zelf ook leest.
- In 2019 speelde Den Blijker een gastrol in het persiflageprogramma De TV Kantine.